# 대일교통 (부산)
대일교통은 부산광역시 강서구의 마을버스 회사이고, 본사는 부산광역시 강서구 대저1동 2331-1번지에 있다.

## 주요 연혁
- 2000년대 초반 연도미상: 회사 설립
- 2008년 5월 1일: 현재의 사명으로 변경

## 차고지
- 부산광역시 강서구 대저1동 (대저주차장 강서구마을버스 시종착)

## 보유 노선
- ● 강서 01번 (대항동 - 용원동)
- ● 강서 01-1번 (성북동 - 성북동)
- ● 강서 03번 (하단역 - 덕두)
- ● 강서 06번 (가락동 - 구포동)
- ● 강서 06-1번 (신호동 - 불암역)
- ● 강서 11번 (구포시장-대저동)
- ● 강서 13번 (하단역-덕천2동)

## 보유 차량
| 제조사     | 차명      |
| ---------- | --------- |
| 현대자동차 | E-카운티  |
| 현대자동차 | 뉴 카운티 |
| 현대자동차 | 그린시티  |